# 进口配额
进口配额又稱進口配額制，是一种贸易限制手段，某個國家會在特定的时间段内給進口的某國某商品设置数量限制，超過了數量限制後，某個國家的企業就不能再進口其他國家的某種商品。与其他贸易限制手段一样，进口配额通常有利於本国商品的生产者（贸易保护主义）。